# Псковская улица (Санкт-Петербург)
Пско́вская улица — улица в Адмиралтейском районе Санкт-Петербурга. Проходит от Дровяного переулка до Лоцманской улицы.

## История
Улица возникла в первой половине XVIII века. 20 августа 1739 года получила наименование Большая Матросская улица в связи с тем, что здесь планировалось построить казармы для матросов Адмиралтейского ведомства. В конце XVIII века возникло название Грязная улица, связаное с неблагоустроенностью этой части города. Параллельно существовало название Упраздненная улица.
Современное название Псковская улица получила 14 июля 1859 года по городу Пскову, в ряду других близлежащих улиц, названных по губернским городам запада России.

## Примечательные здания

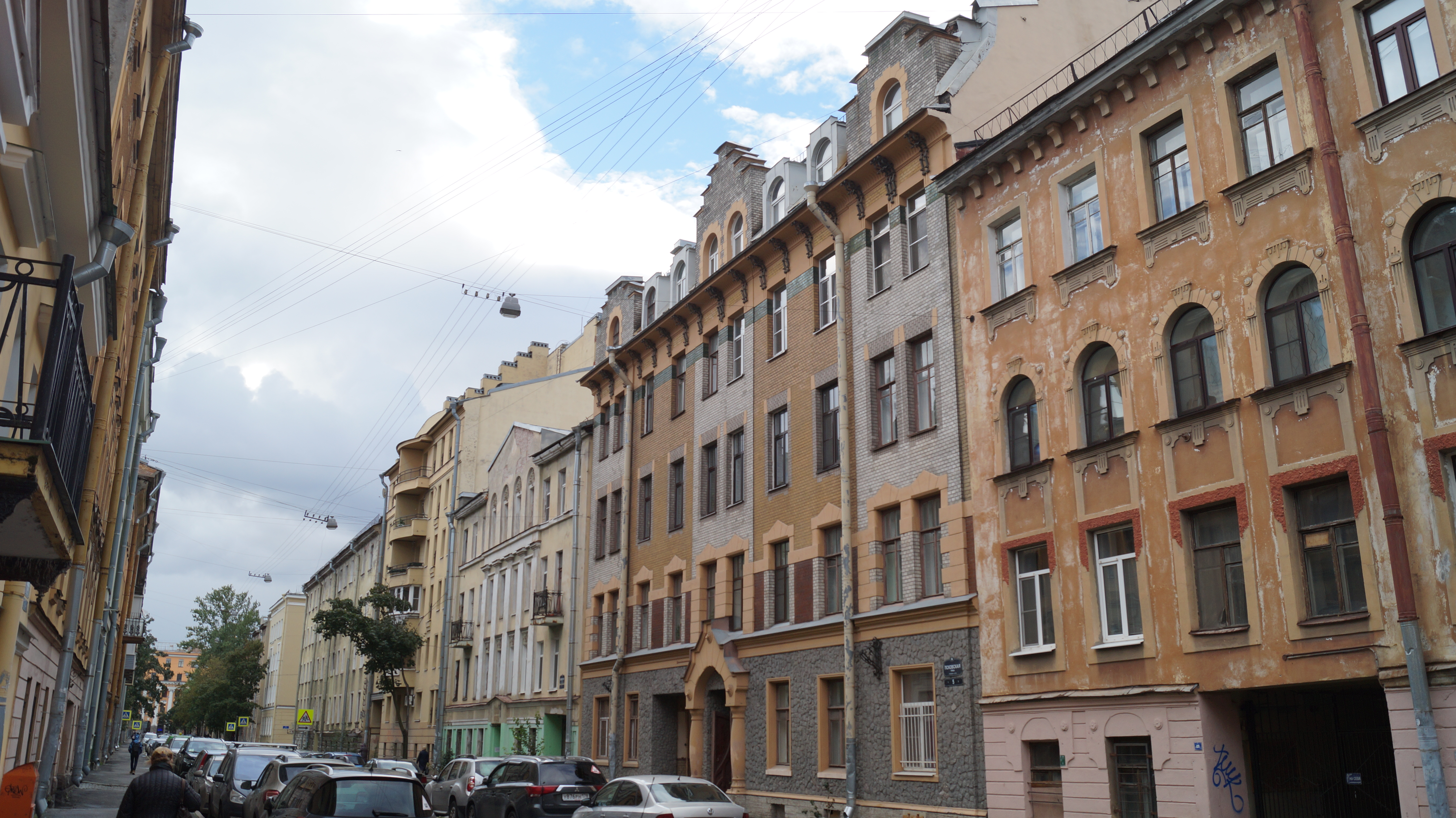
Доходный дом А. И. Балаева, № 5

- Дом № 5 — доходный дом А. И. Балаева, 1910 г., гражд. инж. С. В. Баниге.  7831205000
- Дом № 10 (улица Володи Ермака, 15) — дом Фомина, конец XVIII века.  7831206000
- Дом № 14 — дом Е. З. Броун, построен в конце XVIII века, частично перестроен в 1862 по проекту Г. А. Прейса.  7831207000
- Дом № 18 — здание Коломенского отделения городского ломбарда, 1905—1906 гг., гражд. инж. Р. А. Берзен.  7831208000